# Panjwayi (huyện)
Panjwayi là một huyện thuộc tỉnh Kandahar, Afghanistan. Dân số thời điểm năm 1999 là 104,451 người.